# فربيون زينتينيس
فربيون زينتينيس (الاسم العلمي: Euphorbia sintenisii) هو نوع نباتي يتبع جنس الفربيون من الفصيلة اللبنية.